# Almby församling
Almby församling är en församling i Örebro pastorat i Norra Närkes kontrakt i Strängnäs stift i Svenska kyrkan. Församlingen ligger i Örebro kommun i Örebro län.

## Administrativ historik
Församlingen har medeltida ursprung. 
Församlingen var till 1878 annexförsamling i pastoratet Örebro, Ånsta, Längbro och Almby för att från 1878 till 2014 utgöra ett eget pastorat. Från 2014 ingår församlingen i Örebro pastorat.

## Organister
| Verksam | Namn | Levnadstid | Övrigt  |
| ------- | ---- | ---------- | ------- |
| 1964    | –    | –          | Vakant. |

## Kyrkor
- Almby kyrka